# IC 2052
IC 2052 — галактика типу Sbc (компактна витягнута спіральна галактика) у сузір'ї Золота Риба.
Цей об'єкт міститься в оригінальній редакції індексного каталогу.